# Бабановци
Бабановци су насељено мјесто у општини Прњавор, Република Српска, БиХ. Према попису становништва из 1991. у насељу је живјело 398 становника.

## Становништво
| Демографија | Демографија | Демографија |
| Година      | Становника  | Становника  |
| ----------- | ----------- | ----------- |
| 1948.       | 301         |             |
| 1953.       | 290         |             |
| 1961.       | 356         |             |
| 1971.       | 358         |             |
| 1981.       | 418         |             |
| 1991.       | 393         |             |